# Mort Cinder
Mort Cinder es una historieta argentina con guion de Hector Germán Oesterheld y dibujos de Alberto Breccia, desde 1962 hasta 1964. Poco exitosa en su momento, con el tiempo fue redescubierta y evaluada de manera más exhaustiva, y actualmente es considerada una obra de culto.

## Historia editorial
La serie previamente hecha debutó el 20 de junio de 1962, en la historia prólogo Ezra Winston, el anticuario, la cual gira alrededor del personaje Ezra Winston. El primer número apareció el 20 de julio de 1962, en la edición número 718 de la revista Místerix. El personaje de Mort Cinder apareció por primera vez el 17 de agosto de 1962, en el N.º 718 de la revista argentina Misterix. La serie de Mort Cinder terminó en el N.º 798 de Misterix, el 28 de febrero de 1964, para transformarse en un clásico.
En España, la obra empezó a ser conocida en 1969, con la distribución de algunos ejemplares de la revista sobre historietas LD (Literatura Dibujada).

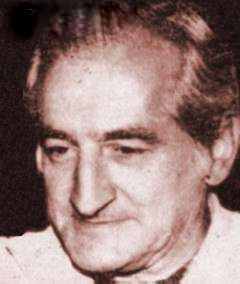
Héctor Germán Oesterheld, guionista de Mort Cinder

## Sinopsis
Narra la historia un anticuario londinense, llamado Ezra, al que el destino lleva a conocer a Mort Cinder, el hombre eterno. Este se ha perpetuado por el tiempo muriendo y resucitando, por lo que ha estado presente en muchos momentos significativos de la Historia de la Humanidad : la construcción de la Torre de Babel, la batalla de las Termópilas o la Primera Guerra Mundial. La obra se estructura en historietas cortas en las que Mort relata sus aventuras a Ezra Winston, el anticuario, a partir de objetos que encuentra en la tienda de este. En palabras del propio Oesterheld:

Las aventuras de Mort Cinder se inician siempre con un objeto que aparece en la tienda de Ezra, el anticuario. Siempre me han fascinado los objetos viejos, no por su estética sino por las historias que encierran; todo objeto está impregnado de vida pasada. Me atraen los recuerdos, aunque no sean míos ni de nadie. Mort Cinder es la muerte que no termina de serlo. Un héroe que muere y que resucita.

Estos relatos, a pesar de su inclusión en una historia fantástica, son fieles a los hechos conocidos, dotándolos así de mayor fuerza.
Oscar Masotta, el gran filósofo argentino, divaga sobre el protagonista, comparándolo con otros dos grandes clásicos de la historieta (The Spirit y The Phantom):

Porque en verdad Mort Cinder, el “hombre de las mil y una muertes” resulta una interesante inversión del esquema que rige al personaje de Lee Falk, el ‘‘fantasma que camina”, el único héroe de historieta que muere... (en The Phantom el personaje no muere, sólo mueren los hombres que visten el disfraz; en Mort Cinder el hombre es inmortal, sólo mueren sus múltiples encarnaciones históricas).

El personaje de Mort Cinder también tiene algunos puntos en común con el Juan Salvo de "El eternauta", es un personaje de acción con un amigo-ayudante-escudero de grandes capacidades técnicas y culturales, Ezra, en este caso, Favalli en el eternauta y la temática de poder desplazarse por el tiempo. Mort Cinder, como el ave fénix, renace de sus cenizas por así decirlo y vuelve a la vida época tras época. A la hora de ser, Mort Cinder no es más que otro pobre hombre, uno de muchos, sin presente, uno de tantos. Alguien a quien el tiempo no derrota una vez, sino varias veces. Y es que uniendo conceptos, tiene mucho en común con el personaje de la novela "El Vagabundo de las Estrellas" de  Jack London. Como él en una vida anterior ha estado preso y ha recibido tortura. A la hora de ser alguien, Mort Cinder, en contra de lo que pueda pensarse, no es eterno sino infinito.  Puede recorrer sus vidas pasadas: Únicamente la carne muere, el espíritu perdura y continúa construyéndose sobre sí mismo a través de encarnaciones infinitas y sucesivas en su eterno reencarnarse. La lenta experiencia de vivir que irremediablemente nos conduce a la muerte, y los miedos que se generan en el proceso, no son importantes para él. La independencia de la muerte produce un aprender a vivir.
Los personajes se mueven con entera libertad a lo largo de la obra. Se aúnan en Mort Cinder dentro de una misma unidad, el sentido y la coherencia que supone a la vez su muerte y su propia resurrección. Un héroe que nadie llamaría héroe, es un héroe sin serlo, Mort Cinder, es presentado como un asesino, también aquí coincide con el personaje de la novela de Jack london. Pero a partir de esos puntos comunes, Oesterheld desarrolla su filosofía propia, que aparece en "El Eternauta" y en numerosos de sus relatos literarios: los  errores, los miedos, la persecución, el intento de dominar la libertad humana por parte de los poderosos, en fin las ideas que hicieron que los represores se fijasen en él y lo hiciesen desaparecer. En “Los ojos de plomo” encontramos a las fuerzas que intentan dominarnos y recurren a cualquier medio para conseguirlo. el control mental, anular la personalidad, soborno...
La obra es un tanto desigual, ya que si bien es muy creativa y da muestras de una gran inteligencia y originalidad en sus planteamientos, fue realizada muy apresuradamente tanto en los guiones, cuyo hilo narrativo no pasa bien a veces de unas historias a otras, como en el dibujo, en cuyo proceso de pasarlo a tinta han quedado muestras de la rapidez con la que se trabajaba. Sin embargo, a pesar de esta premura, el consistente y minucioso dibujo en claroscuro que usa Breccia, de contrastes fuertes entre volúmenes, unos iluminados y otros ensombrecidos, destaca más efectivamente los puntos fuertes de la historia. El gran nivel intelectual del guion, nacido del extraordinario talento como escritor de Oesterheld y sus profundos conocimientos de la historia, la geografía y otras materias del saber humano, hacen que la obra sea muy distinta y mucho más madura que otras de la época, teniendo más en común con las novelas gráficas actuales o con la literatura para público adulto que con los cómics para jóvenes de entonces.
Así como el rostro de Ernie Pike está inspirado en Osterheld, Alberto Breccia dibujó al anticuario de esta serie con su propio rostro, mientras que Mort Cinder es su asistente Horacio Lalia.

## Capítulos
1. Ezra Winston, el anticuario. Prólogo (historia unitaria creada antes de desarrollarse el personaje de Mort Cinder, y con Ezra Winston como el protagonista. A partir de la "saga de Los ojos de plomo" se establece a Ezra el anticuario como personaje secundario y a Mort Cinder como el protagonista)
2. Los ojos de plomo
3. La madre de Charlie
4. La torre de Babel
5. En la penitenciaria: Marlin
6. En la penitenciaria: El Frate
7. Sacrificio a la luna (El vitral)
8. La goleta de los esclavos
9. La tumba de Lisis
10. La batalla de las Termópilas del Victoria del Rosal

### La batalla de las Termópilas

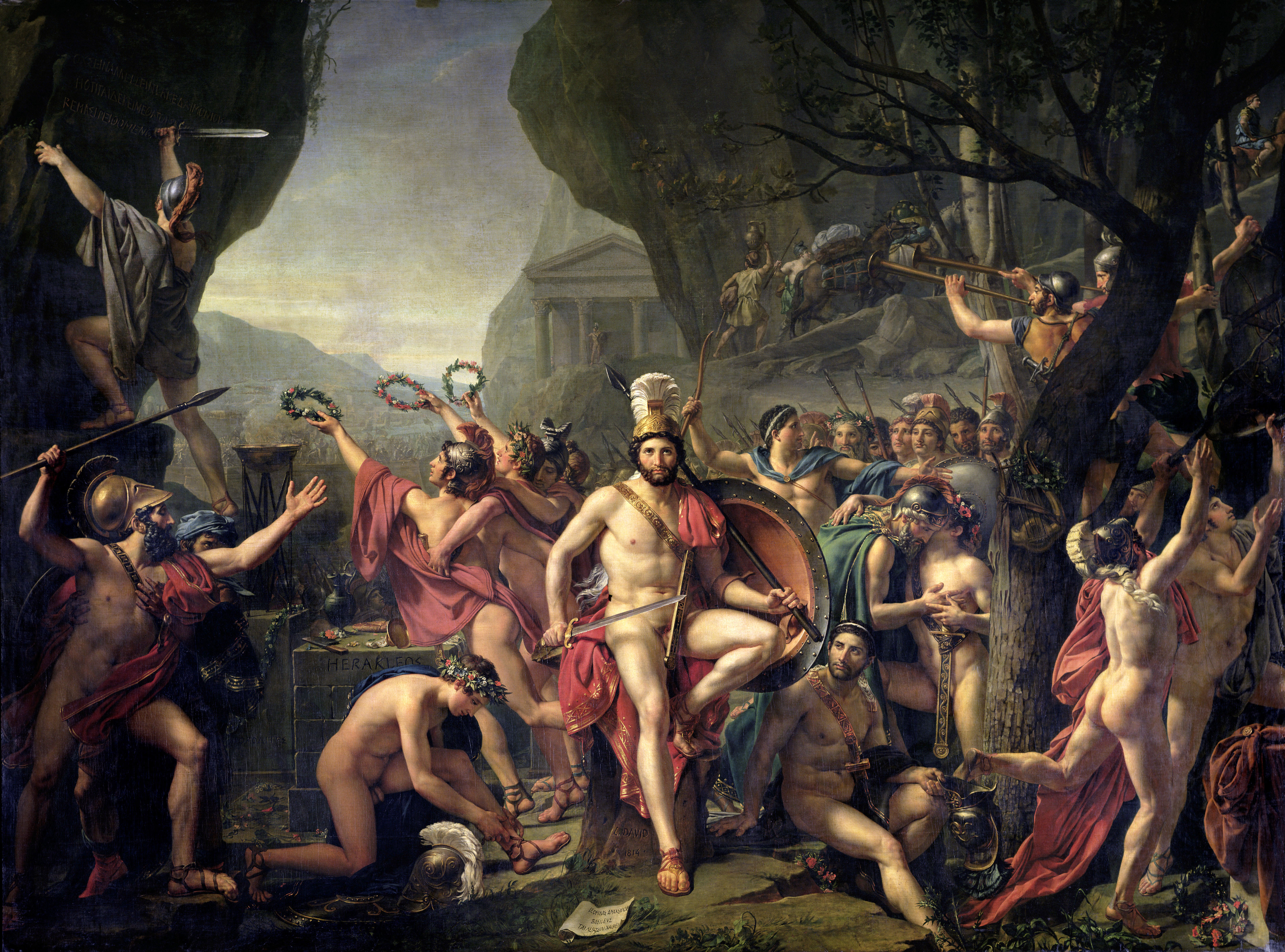
La Batalla de las Termópilas es uno de los temas tratados en Mort Cinder, precisamente en el último capítulo (pintura de Jacques-Louis David).

Este capítulo es de lejos uno de los mejores de Mort Cinder, y el más famoso a nivel mundial, siendo usualmente destacado (como uno de los mejores episodios o el mejor de los episodios de Mort Cinder) por críticos y publicaciones especializadas en cómics. A partir de una ánfora que el anticuario Ezra Winston compra, Mort le hace una observación: "Los griegos jamás dramatizaron tanto (...) pero yo estuve ahí, en las Termópilas". Mort comienza a narrar el hecho al contar el aviso que un explorador espartano le hace al rey de Esparta, Leónidas I, líder de los 300 espartanos que junto con más de tres mil aliados griegos, esperan en el desfiladero el paso del gran ejército del emperador persa Jerjes I, para, por lo menos oponer resistencia y mantener el honor. El explorador avisa que el ejército enemigo es enorme, tanto, que las flechas de todos los arqueros persas taparán el sol. Entonces Dienekes (Mort Cinder) le responde: "¡Mejor, pelearemos a la sombra!", recibiendo de Leónidas un cumplido, y de su mejor amigo Alpheus, una reprobación, ya que este se muestra escéptico sobre las posibilidades de los griegos.
Finalmente se entabla el combate tres días después; los persas son miles, parecieran millones, pero la estrechez del desfiladero les obliga a atacar de unos tantos, mientras que la superioridad de combate de los hoplitas espartanos termina por diezmar sus filas. Los persas prácticamente se están suicidando. Rápidamente termina el combate, aunque con una sorpresa: se ha descubierto un paso alternativo que lleva a la "inalcanzable" retaguardia griega. Los aliados facios se disponen a controlar el paso.
Horas más tarde atacan los diez mil "inmortales", la élite guerrera de Jerjes, quien comienza a impacientarse y envía a los mejores guerreros que tiene; sin mejores resultados. La gran confianza de Dienekes es puesta a prueba cuando es herido y Alpheus casi muere. Esa misma noche, en medio de la calma, el augur Megistías le vaticina a Dienekes que el fin no está muy lejos. El espartano no quiere creerlo, lo niega; si los griegos masacran a los persas tan fácilmente, ¿cómo pueden sucumbir...?
El segundo día es como el primero: vencen los espartanos. Pero a la noche se le informa a Leónidas que los facios sucumbieron, y que a la máñana las Termópilas serán tomadas. El rey espartano no vacila en decidir: "Todos los aliados son libres de irse si así lo quieren. Los espartanos nos comprometimos a defender el desfiladero, y así lo haremos". Todos abandonan la causa, menos los tespios y los espartanos, sumando solo mil hombres, contra los 250 mil persas...
Último día. Leónidas se decide a guiar a sus hoplitas al combate, sin aguardar el choque. "Moriríamos matando". La resistencia final es feroz, los griegos parecen embriagarse de sangre. Finalmente, sucede algo inevitable: un flechazo atraviesa la garganta de Leónidas, rompiéndole la médula y quitándole la vida. Los persas intentan robar el cuerpo del rey, pero sus tropas lo defienden. Ya sin líder los griegos, son acorralados por ambos frentes, y Mort narra con dolor cómo perdió a sus compañeros, viéndolos morir... hasta ser hecho prisionero.
Jerjes mismo le anuncia que lo mutilará como tortura y castigo antes de matarlo. Sin embargo, antes del final, Dienekes le instiga a que dé la orden de una vez... Jerjes le pregunta, asombrado de su valor: "¿Qué clase de hombre eres, espartano?". Este le responde: " Tú mismo lo dijiste, un espartano". Jerjes medita por un momento, cansado, ya sin fuerzas, sin hambre de batalla, y libera al griego. "Vete, espartano... vete. Tú eres más rey que yo: eres rey de ti mismo. Vete."

## Importancia
En esta obra se aprecia una clara evolución hacia el expresionismo del arte de Alberto Breccia. En palabras del propio Oesterheld: 

En Mort Cinder hay angustia, hay tortura. Respondía quizás a un particular momento mío, pero mucho de ese clima lo determinó Breccia, mucho más "torturado" que yo. El dibujo de Breccia tiene una cuarta dimensión de sugestión que lo aparta de los demás dibujos que conozco: esta sugestión inacabable lo valoriza y suscita ideas en el guionista.

 Es posible que dicha evolución estuviese motivada en parte por la rabia que le provocaran las palabras que una noche le espetara su amigo Hugo Pratt: Vos sos una puta barata, porque estás haciendo mierda pudiendo hacer algo mejor.